# L'ivrogne
L'ivrogne è un cortometraggio del 1897 diretto da Georges Hatot.

## Trama
Un ubriaco cerca senza successo di bussare alla porta di una casa. Stanco, si sdraia su una panchina che è li accanto, senza riuscire a mettersi comodo. Ad un certo punto viene disturbato da un ufficiale di polizia che prende e lo porta alla stazione.